# 저제후선우
저제후선우(且鞮侯單于, ? ~ 기원전 96년)는 흉노의 선우다. 선대 선우 구리호선우의 동생이다. 성은 연제(攣鞮)다.

## 생애
형 구리호선우 치세에선 좌대도위를 지냈다. 기원전 101년, 형이 죽자 선우로 옹립됐다.
기원전 99년, 한나라의 이사장군 이광리가 천산에서 우현왕을 쳐서 만여 명이 죽거나 포로로 잡혀갔다. 그러나 이광리를 포위하니 한나라 군대는 거의 탈출하지 못하고 6-7할의 손실을 입었다. 또 인우장군 공손오와 강노도위 노박덕은 헛수고만 했다. 한편 기도위 이릉의 보기 5천 명을 저제후선우 본인이 쳤는데, 만여 명의 인명 피해가 났으나 이릉이 고립돼 퇴각하자 포위해 이릉과 그의 병사들의 항복을 받아냈고 도망간 자는 4백여 명에 불과했다. 이릉을 귀히 여겨 자기 딸을 주었다.
기원전 98년 가을, 안문군에 쳐들어갔고, 기원전 97년, 한나라의 이광리가 기병 6만과 보병 10만을 이끌고 삭방군에서 쳐들어왔다. 또 노박덕이 1만 명을 거느리고 이광리와 합류했고, 한열은 보기 3만 명으로 오원군에서, 공손오는 기병 만 명과 보병 3만 명으로 안문군에서 출진했다. 이에 처자와 재물은 여오수(톨 강) 북쪽으로 옮기고 10만 기를 거느리고 강 남쪽에서 이광리와 10여 일을 싸웠으며, 흉노에 전세가 기울어 한나라 군은 철수했다.
기원전 96년, 재위 5년 만에 죽었다. 전에 큰아들을 좌현왕, 작은아들을 좌대장으로 삼았는데, 좌현왕이 병이 있어 흉노 귀족들이 좌대장을 옹립했으나 좌대장이 좌현왕에게 양보해 좌현왕이 호록고선우로 뒤를 이었다.

## 출전
- 반고: 《한서》 권94 흉노전제64 상